# Споменик природе Лалиначка слатина
Споменик природе „Лалиначка слатина” је заштићено природно подручје од 2015. године, које се налази у подножју планине Мали Јастребац, десетак километара северозападно од града Ниша, где на више локалитета из дубине подлоге избијају воде за које је карактеристичан повећан садржај минералних соли, посебно натријум-хлорида. Лалиначка слатина се налази недалеко од реке Јужне Мораве, односно на речним терасама са њене леве стране, у долини Дудулајачке реке. Подручје лежи на супстрату чији геолошки састав чине миоплиоценски конгломерати, шљунак, песак и глина са угљем, а уз сам ток малих притока Дудулајачке реке и бујични наноси. Ово подручје се одликује умереноконтиненталном климом са веома сушним и жарким летима и веома хладним зимама.
Заштићено подручје обухвата око 251 хектар, од чега је 35 хектара под другим степеном заштите, а око 216 хектара под трећим степеном заштите.
Лалиначка слатина је специфичан екосистем који се одликује присуством карактеристичне флоре и вегетације. Појава слатина ван простора Панонске низије у Србији је врло ретка. Флора и вегетација Лалиначке слатине су у фитогеографском смислу значајно другачије од типичних слатина Панонске низије.
Досадашњим истраживањима утврђено је присуство 238 биљних врста од којих многе спадају у групу заштићених и строго заштићених. Утврђено је и 88 врста инсеката, од којих је пет врста са статусом заштићених врста. Од 37 врста птица са овог подручја 28 врста је строго заштићено.
Истраживања и попис флоре и фауне су радили стручњаци са Природно-математичког факултета у Нишу, Завода за заштиту природе Србије и Дирекције за изградњу града Ниша.

## Одлике
Битна карактеристика овог подручја јесте хетерогеност станишта у чијем средишту се налази извор слане воде са типичним слатинским фрагментима, који се настављају у заслањена и замочварена станишта и влажне ливаде, након којих се настављају воћњаци и обрадиве површине. Слатине спадају у фрагилна и веома угрожена станишта. Куриозитет овог сланог подручја у околини Ниша је његова фрагмента појава ван типичног распострањења у Србији, која су готово у потпуности везана за Војводину у Србији.
Основно обележје слатина је заслањено или халоморфно земљиште, које карактерише висока концентрација соли, па су због тога ова подручја у народу позната као слатине. Слатине настају у условима суве и топле климе на местима где подземне воде, посебно са раствореним солима натријум хлорида и натријум сулфата, избијају на површину.
Основна вредност овог подручја је диверзитет флоре и фауне, захваљујући чему је СП Лалиначка слатина издвојена као међународно значајно подручје за очување биодиверзитета у Србији. На слатинама се налазе два међународно значајна подручја за птице, али и за биљке.

## Флора и фауна

### Биљни свет
Слатинска подручја континенталних, централних делова Европе и Балканског полуострва спадају у ред значајних, али истовремено веома угрожених типова станишта. Специфична станишта слатина везују се за појаву заслањеног, халоморфног земљишта, а одликује их постојање карактеристичног биљног света који је својом појавом и развојем уско повезан са њима. Биљни свет слатина се одликује присуством халофита, биљака које су за разлику од других биљних врста добро прилагођене на повећану концентрацију соли у земљишту и у мањој или већој мери везане за појаву халоморфног тла. Често их одликује неуједначено, дифузно распрострањење које стоји у директној вези са појавом заслањених површина, па је њихова појава понекад изразито локалног карактера.
Флору Лалиначке слатине карактерише присуство ретких врста у Србији као што су Allium guttatum subsp. dalmaticum,  Жбунаста камфорика(Camphorosma monspeliaca) и Stachys milanii, док се на околним степоликим стаништима тог простора јавља и реликтна врста Galatella villosa. Лалиначко слатинско подручје представља значајан центар појаве халофита и семихалофита, где осим врсте C. monspeliaca, треба поменути Crypsis aculeata, Cyperus pannonicus, Galatella cana, Juncus gerardii, Pholiurus pannonicus и Puccinellia distans. Шире подручје слатине представља и значајан центар распрострањења степских врста, које су карактеристичне за термофилна травна станишта периферног брдског подручја где поред поменуте врсте G. villosa, као карактеристичне представнике из те групе биљака срећемо Adonis vernalis, Agropyron cristatum, Asparagus officinalis, Comandra umbellata, Galatella linosyris, Hypericum elegans, Prunus tenella и Sternbergia colchiciflora.
На заштићеном простору утвђено је присуство 238 врста сврстаних у 152 рода односно 47 фамилија, где се издваја већи број угрожених таксона.

### Животињски свет
На подручју Лалиначке слатине регистровано је 88 таксона инсеката из осам редова, од којих је пет врста заштићено. Подручје настањује 9 врста водоземаца и 8 врста гмизаваца, као што су обични мрмољак(Lissotriton vulgaris), строго заштићена врста.
Ритска сова (Asio flammeus) је једна од птица која је строго заштићена, а која обитава на подручју. Сива ветрушка (Falco vespertinus), Вивак (Vanellus vanellus), Грлица (Streptopelia turtur) и Велики трстењак (Acrocephalus arundinaceus) су још неке врсте које су заштићене, а могу се наћи на овом подручју.
26 врста сисара са подручја чини трећину врста до сада регистрованих на територији Србије.

## Галерија
- Stachys milanii
- Limonium gmelinii
- Consolida regalis
- Alium guttatum
- Camphorosma monspeliaca

- Руси сврачак
- Приморски вилењак
- Белоушка
- Emberiza calandra
- Европски јеж
- Зелембаћ
- Еја ливадарка (Circus pygargus)
- Еја ливадарка (Circus pygargus)
- Еја ливадарка (Circus pygargus)